# Eddie Imazu
Edwin « Eddie » Imazu est un chef décorateur et directeur artistique américain d'origine japonaise, né Edwin Yasuhei Imazu le 12 novembre 1897 à Yamaguchi (Honshū), mort le 29 mai 1979 à Los Angeles (Californie).

## Biographie
Émigré enfant aux États-Unis avec ses parents, Eddie Imazu étudie l'architecture et intègre en 1920 la Metro-Goldwyn-Mayer, où il est d'abord dessinateur. Il devient directeur artistique à l'occasion du western muet California de W. S. Van Dyke (avec Tim McCoy et Dorothy Sebastian), sorti en 1927.
Deux de ses films notables jusqu'en 1942 sont Le Grand Ziegfeld de Robert Z. Leonard (1936, avec William Powell dans le rôle-titre, qui lui vaut une nomination à l'Oscar de la meilleure direction artistique) et la Fièvre du pétrole de Jack Conway (1940, avec Claudette Colbert et Clark Gable). Puis, à la suite de l'attaque de Pearl Harbor, sa carrière est suspendue de 1942 à 1945, du fait de l'internement de sa famille, en raison de ses origines.
Après la Seconde Guerre mondiale, Eddie Imazu collabore notamment à quatre réalisations de John Ford, Le Sergent noir (1960, avec Woody Strode et Jeffrey Hunter), L'Homme qui tua Liberty Valance (1962, avec John Wayne et James Stewart), La Taverne de l'Irlandais (1963, avec John Wayne et Lee Marvin), et enfin Frontière chinoise (l'un de ses derniers films, 1966, avec Anne Bancroft et Sue Lyon). Mentionnons également Un trou dans la tête de Frank Capra (1959, avec Frank Sinatra et Edward G. Robinson).
La carrière d'Eddie Imazu se referme au grand écran en 1966 — avec près de quatre-vingts films américains —, mais pour la télévision, il travaille encore sur dix épisodes de la série Les Rats du désert, diffusés en 1967 et 1968. Précédemment, il avait déjà participé à trois autres séries, dont La Quatrième Dimension (dix épisodes également, 1964).

## Filmographie partielle

### Au cinéma
- 1927 : California de W. S. Van Dyke
- 1933 : Day of Reckoning de Charles Brabin
- 1935 : Un bienfait dangereux (Kind Lady) de George B. Seitz
- 1935 : La Double Vengeance (The Murder Man) de Tim Whelan
- 1936 : Sworn Enemy (en) d'Edwin L. Marin
- 1936 : Le Grand Ziegfeld (The Great Ziegfeld) de Robert Z. Leonard
- 1936 : The Three Wise Guys de George B. Seitz
- 1937 : Espionnage de Kurt Neumann
- 1937 : La Treizième Chaise (The Thirteenth Chair) de George B. Seitz
- 1938 : La Belle Cabaretière (The Girl of the Golden West) de Robert Z. Leonard
- 1938 : La Foule en délire (The Crowd Roars) de Richard Thorpe
- 1938 : Yellow Jack de George B. Seitz
- 1939 : La Féerie de la glace (The Ice Follies of 1939) de Reinhold Schünzel
- 1939 : André Hardy millionnaire (The Hardys Ride High) de George B. Seitz
- 1940 : Hullabaloo d'Edwin L. Marin
- 1940 : La Fièvre du pétrole (Boom Town) de Jack Conway
- 1940 : L'Étrange Cas du docteur Kildare d'Harold S. Bucquet
- 1940 : L'Île des amours (New Moon) de Robert Z. Leonard
- 1941 : La Proie du mort (Rage in Heaven) de W. S. Van Dyke
- 1941 : Franc Jeu (Honky Tonk) de Jack Conway
- 1942 : Rio Rita de S. Sylvan Simon
- 1946 : Three Wise Fools d'Edward Buzzell
- 1947 : Second Chance de James Tinling

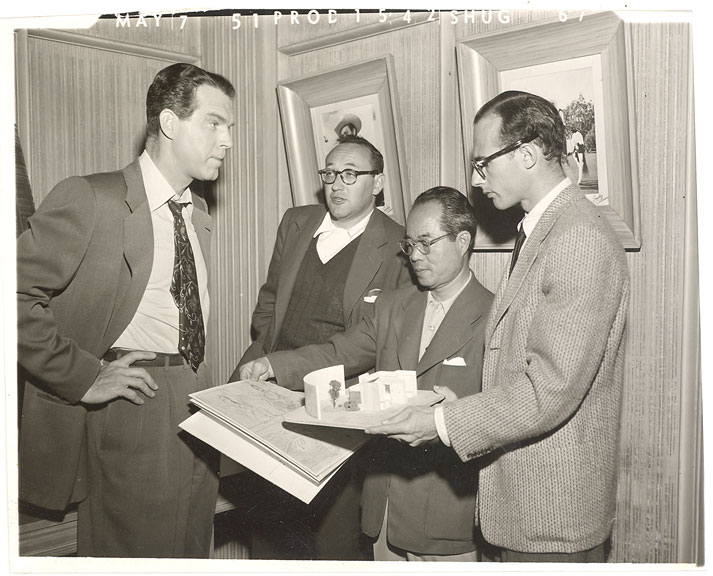
De g. à d. : Fred MacMurray, inconnu, Eddie Imazu et inconnu, sur le tournage d’Une vedette disparaît (1951)

- 1947 : L'Heure du pardon (The Romance of Rosy Ridge) de Roy Rowland
- 1947 : The Crimson Key d'Eugene Forde
- 1947 : Mac Coy aux poings d'or (Killer McCoy) de Roy Rowland
- 1948 : Le Maître de Lassie (Hills of Home) de Fred M. Wilcox
- 1948 : Trouble Preferred de James Tinling
- 1949 : Tucson de William F. Claxton
- 1949 : Le Défi de Lassie (Challenge to Lassie) de Richard Thorpe
- 1950 : Amour et Caméra (Watch the Birdie) de Jack Donohue
- 1950 : Stars in My Crown de Jacques Tourneur
- 1950 : La Voix que vous allez entendre (The Next Voice You Hear...) de William A. Wellman
- 1950 : The Skipper Surprised His Wife d'Elliott Nugent
- 1951 : Une vedette disparaît (Callaway Went Thataway) de Melvin Frank et Norman Panama
- 1951 : It's a Big Country, film à sketches de Clarence Brown et autres
- 1951 : Le Grand Attentat (The Tall Target) d'Anthony Mann
- 1952 : Toi pour moi (You for Me'') de Don Weis
- 1952 : L'Homme à la carabine (Carbine Williams) de Richard Thorpe
- 1952 : Quatre jours d'angoisse (Desperate Search) de Joseph H. Lewis
- 1953 : Big Leaguer de Robert Aldrich
- 1956 : La Petite Maison de thé (The Teahouse of the August Moon) de Daniel Mann
- 1959 : Un trou dans la tête (A Hole in the Head) de Frank Capra
- 1960 : Le Sergent noir (Sergeant Rutledge) de John Ford
- 1960 : The Crowded Sky de Joseph Pevney
- 1962 : Les Fuyards du Zahrain (Escape from Zahrain) de Ronald Neame
- 1962 : L'Homme qui tua Liberty Valance (The Man Who Shot Liberty Valance) de John Ford
- 1963 : Le Grand McLintock (McLintock !) d'Andrew V. McLaglen
- 1963 : La Taverne de l'Irlandais (Donovan's Reef) de John Ford
- 1964 : Le Bataillon des lâches (Advance to the Rear) de George Marshall
- 1965 : Clarence, le lion qui louchait (Clarence, the Cross-Eyed Lion) d'Andrew Morton
- 1965 : When the Boys Meet the Girls d'Alvin Ganzer
- 1966 : Frontière chinoise (7 Women) de John Ford

### À la télévision (séries)
- 1958 : Monsieur et Madame détective (The Thin Man)
  - Saison 1, épisode 23 Robot Client d'Oscar Rudolph
- 1964 : La Quatrième Dimension (The Twilight Zone), saison 5
  - Épisode 24 Qu'est-ce qu'il y a à la télévision ? (What's in the Box) de Richard L. Bare
  - Épisode 26 Un matin noir (I Am the Night-Color Me Black) d'Abner Biberman
  - Épisode 27 Chut ! (Sounds and Silences) de Richard Donner
  - Épisode 28 César et moi (Caesar and Me) de Robert Butler
  - Épisode 29 La Chambre de la mort (The Jeopardy Room) de Richard Donner
  - Épisode 31 La Rencontre (The Encounter) de Robert Butler
  - Épisode 32 La Résurrection (Mr. Garrity and the Graves) de Ted Post
  - Épisode 33 Automatisation (The Brain Center at Whipple's) de Richard Donner
  - Épisode 34 L'Homme à la guitare (Come Wander with Me) de Richard Donner
  - Épisode 35 Qui a peur de qui ? (The Fear) de Ted Post
- 1967-1968 : Les Rats du désert ou Commando du désert (The Rat Patrol), saison 2
  - Épisode 3 The Trial by Fire Raid (1967)
  - Épisode 4 The Darers Go First Raid (1967) de Paul Stanley
  - Épisode 7 The Death Do Us Part Raid (1967)
  - Épisode 9 The Kingdom Come Raid (1967)
  - Épisode 10 THe Hide and Go Seek Raid (1967)
  - Épisode 11 The Violent Truce Raid (1967)
  - Épisode 12 The Life for a Life Raid (1967)
  - Épisode 13 The Fifth Wheel Raid (1967) de Robert Sparr
  - Épisode 14 The Two If by Sea Raid (1967) de Robert Sparr
  - Épisode 21 The Field of Death Raid (1968)

## Distinction
- Nomination à l'Oscar de la meilleure direction artistique en 1937, pour Le Grand Ziegfeld (partagée avec Cedric Gibbons et Edwin B. Willis).